# Terry Farrell
Theresa Lee "Terry" Farrell (Cedar Rapids, Iowa, 19 de novembre de 1963) és una ex actriu i model estatunidenca. Coneguda sobretot per les seves actuacions en les sèries de televisió Star Trek: Deep Space Nine en el paper de Jadzia Dax, i en Becker com a Regina Kostas.

## Biografia
Farrell va néixer a Cedar Rapids, a l'estat d'Iowa, filla de Kay Carol Christine (Bendickson) i Edwin Francis Farrell, Jr. Més tard, la seva mare es va casar amb David W. Grussendorf, qui va adoptar la Terry i la seva germana, Christine. L'any 1978, va marxar per a fer un intercanvi estudiantil d'estiu a Ciutat de Mèxic. Des d'aleshores li han agradat les grans ciutats i en el seu primer any d'institut, ja amb una alçada de prop de 1,80m, va enviar fotografies seves a l'agencia de models Elite modeling de Nova York. Poc després, a l'edat de 16 anys, la van cridar a Nova York i al cap de dos dies d'arribar ja signava un contracte d'exclusivitat amb Mademoiselle. Va aparèixer a les portades de les edicions italiana i alemanya de Vogue, i també va aparèixer en nombrosos editorials per a la revista americana Vogue.

## Carrera

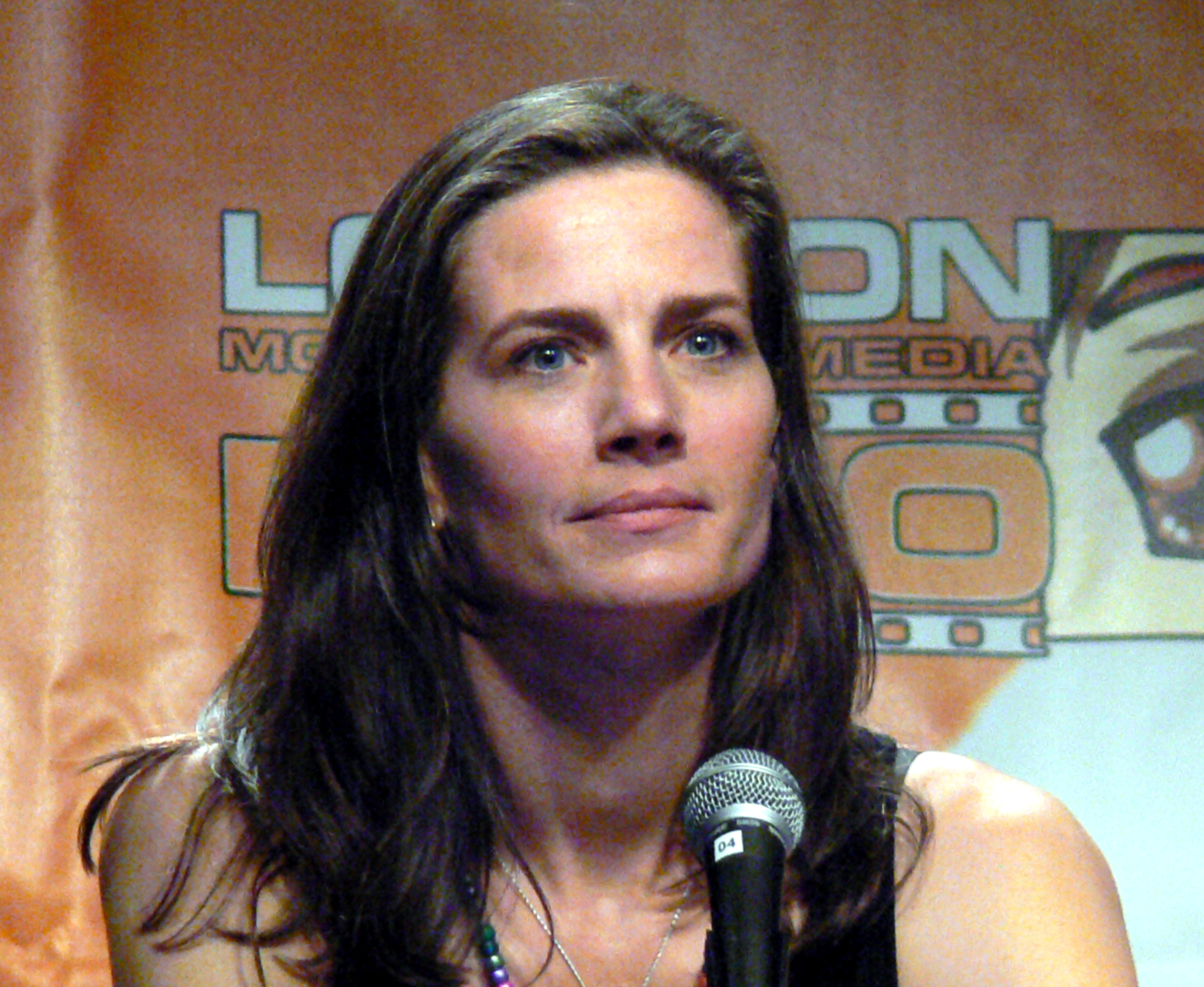
Terry Farrell l'any 2009 a la MCM London Expo.

Després de 18 mesos fent de model, va estudiar interpretació amb Kate McGregor Stewart mentre encara treballava com a model. Els seus primers papers importants van ser a la sèrie de televisió de curta durada de 1984 Paper Dolls, interpretant una model, i al llargmetratge El pare torna a estudiar (en el seu debut cinematogràfic) amb Rodney Dangerfield, interpretant l'interès amorós del personatge de Keith Gordon. El 1986, Farrell va aparèixer a un episodi de La Dimensió Desconeguda.
El 1989, va començar a estudiar interpretació amb Stella Adler i va aparèixer en diversos papers com a estrella convidada en sèries, com ara El salt (Quantum Leap) i The Cosby Show. El 1992, va interpretar Cat en un segon pilot per a una versió americana de El nan roig, que no es va arribar a produir.
Poc després que el projecte Red Dwarf USA es tanqués, li van oferir un paper principal a Star Trek: Deep Space Nine. Farrell va interpretar Jadzia Dax, l'oficial científica de la Flota Estel·lar de l'estació espacial, un personatge d'una espècie alienígena coneguda com a Trill, que és l'amfitriona d'un simbiont de 300 anys, i pot recórrer als records i coneixements dels set amfitrions anteriors del simbiont. La sèrie va debutar el gener de 1993. Quan va deixar la sèrie al final de la sisena temporada, Paramount va eliminar el personatge "amfitrió" de Farrell (tot i que va continuar el personatge "simbiont" en una nova amfitriona Dax, interpretada per Nicole DeBoer).

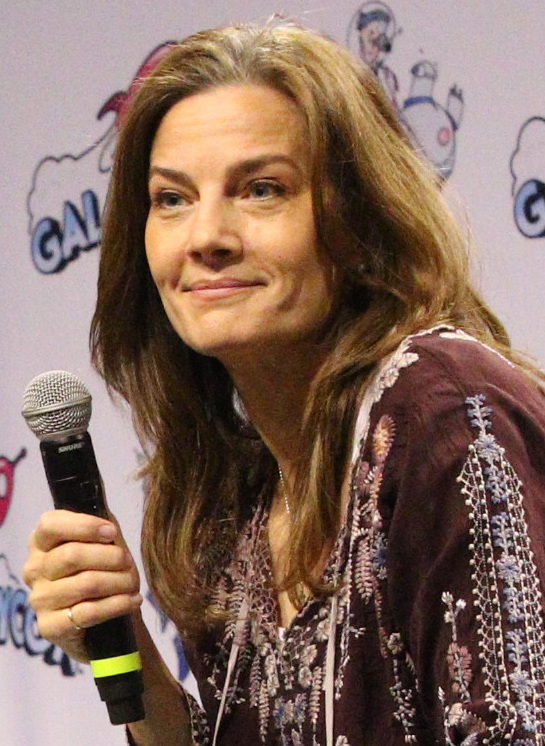
Farrell a la GalaxyCon el 2019

Farrell va coprotagonitzar la sèrie de comèdia de televisió de Paramount Becker. Va interpretar Regina "Reggie" Kostas, interès amorós de John Becker, interpretat per Ted Danson, durant quatre anys i 94 episodis, abans que el seu personatge fos eliminat de la sèrie. Farrell va dir al Tampa Bay Times que va ser acomiadada de la sèrie just després de l'emissió del final de deixada en suspens de la quarta temporada. Va dir al diari que estava completament sorpresa per l'acomiadament.
Farrell també va posar la veu a Six of One al curtmetratge d'animació Tripping the Rift, que finalment es va convertir en una sèrie de televisió Sci-Fi Channel amb altres actors posant la veu a Six. Estrenada de manera independent a Internet, "Tripping the Rift" originalment presentava Patricia Beckmann com a veu de Six i va ser substituïda per la veu de Farrell per a un episodi de la sèrie de curtmetratges de Sci-Fi Channel "Exposure", en què Farrell era la presentadora convidada. La versió de Six de Farrell només es va sentir una vegada a la televisió.
Farrell es va retirar el 2002 després de casar-se amb l'actor Brian Baker. Es van divorciar el 2015, i Farrell va tenir un paper a la fanfilm Star Trek: Renegades publicada per web. S'espera que aparegui en el mateix paper en episodis de "Renegades", que elimina la menció de "Star Trek" amb finalitats legals.

## Vida personal
Farrell es va retirar de l'actuació per a concentrar-se en la seva família. Viu a Hershey (Pennsilvània), amb el seu marit, Brian Baker, antic portaveu de Sprint Corporation, i el seu fill Max. Li agrada cosir i el ioga.
Farrell ha aparegut amb el seu marit al Hershey Area Playhouse de Hershey, Pennsilvània, en una producció d'A. R. Gurney Love Letters. En una entrevista de 2011, va dir que ella i el seu company de Deep Space Nine, Michael Dorn, sempre ha estat bons amics. Farrell i Baker estaven divorciats el desembre de 2015.
A l'agost de 2015, sembla que va mantenir una relació amb Adam Nimoy i Farrell van confirmar a Twitter que estaven compromesos. Farrell i Nimoy es van casar a San Francisco el 26 de març de 2018, coincidint amb el 87è aniversari de Leonard Nimoy. Una entrevista del LA Times del 28 d'agost de 2024 amb Nimoy va qualificar el matrimoni de "breu", i Nimoy va confirmar que havia acabat.
Farrell i la seva companya de Star Trek: Deep Space Nine Nana Visitor van ser homenatjades el 2001 quan William Kwong Yu Yeung va nomenar dos cossos menors del Sistema Solar que havia descobert en honor seu — asteroide 26734 Terryfarrell i asteroide 26733 Nanavisitor.

## Filmografia

### Cinema
| Any  | Títol                                          | Personatge                | Notes        |
| ---- | ---------------------------------------------- | ------------------------- | ------------ |
| 1986 | El pare torna a l'escola                       | Valerie Desmond           |              |
| 1987 | Off the Mark                                   | Jenell Johnson            |              |
| 1992 | Hellraiser III (Hellraiser III: Hell on Earth) | Joanne 'Joey' Summerskill |              |
| 1994 | Red Sun Rising                                 | Detectiu Karen Ryder      |              |
| 1998 | Reasons of the Heart                           | Maggie Livingston         |              |
| 2000 | Deep Core                                      | Allison Saunders          |              |
| 2000 | Tripping the Rift                              | Sis d'Un                  | Curtmetratge |
| 2002 | Psychic Murders                                | Macy                      | Vídeo        |

### Televisió
| Any       | Títol                      | Personatge             | Notes                                         |
| --------- | -------------------------- | ---------------------- | --------------------------------------------- |
| 1984      | Paper Dolls                | Laurie Caswell         | Paper principal (13 episodis)                 |
| 1984      | Spencer                    | Sally                  | Episodi: "la data Pitjor del Món "            |
| 1985      | The Cosby Show             | Nicki Phillips         | Episodi: "La Dona més Jove"                   |
| 1986      | Beverly Hills Madam        | Julie Tyler            | telefilm                                      |
| 1986      | The Deliberate Stranger    | Katie Hargreaves       | telefilm                                      |
| 1986      | La Dimensió Desconeguda    | Marsha Cole            | Episodi: "El Després de les hores de treball" |
| 1986      | Family Ties                | Liz Obeck              | Episodi: "El Gran Fixa"                       |
| 1991      | Mimi & Me                  | Mimi Molloy            | telefilm                                      |
| 1992      | Quantum Leap               | Tinent Lisa Sherman    | Episodi: "Un Salt Per Lisa"                   |
| 1992      | Grapevine                  | Laurie                 | Episodi: "L'Allison i Ken Història"           |
| 1992      | El nan roig                | Gat                    | telefilm (Pilot dels EUA)                     |
| 1993      | Danielle Steel's Star      | Elizabeth              | telefilm                                      |
| 1993-1998 | Star Trek: Deep Space Nine | Jadzia Dax             | Personatge principal (148 episodis)           |
| 1998      | Legion                     | Agatha Doyle           | telefilm                                      |
| 1998-2002 | Becker                     | Regina "Reggie" Kostas | Funció principal (94 episodis)                |
| 2000      | One True Love              | Dana Boyer             | telefilm                                      |
| 2002      | Crossing the Line          | Laura Mosbach          | telefilm                                      |
| 2002      | Gleason                    | Marilyn Taylor         | telefilm                                      |
| 2003      | Code 11-14                 | Michelle Novack        | telefilm                                      |

### Videojocs
| Any  | Títol                                  | Personatge                  | Notes |
| ---- | -------------------------------------- | --------------------------- | ----- |
| 1996 | Star Trek: Deep Space Nine: Harbinger  | Tinent Dax                  | Veu   |
| 1996 | Treasure Quest                         | Guia espiritual             | Veu   |
| 2000 | Star Trek: Deep Space Nine: The Fallen | Tinent Comandant Jadzia Dax | Veu   |